# Ashley (fribrottare)
Ashley är artistnamnet för en mexikansk luchadora (fribrottare) född 26 maj 1994 i Mexico City i Mexiko. Hon är sedan 2017 under kontrakt med Lucha Libre AAA Worldwide, det största fribrottningsförbundet i Mexiko, efter att ha varit en av vinnarna i deras talangsökning 'La Llave a la Gloria'.

## Karriär
Ashley inledde sin karriär på den oberoende scenen runt om Mexico City och dess omgivande delstater. Hon gjorde sin debut i Pachuca de Soto i Hidalgo för förbundet Desastre Total Ultraviolento år 2010 som sextonåring. Hon brottades flitigt i förbundet fram tills 2012, ofta mot bland andra Chik Tormenta och Keyra. 2012 deltog hon i en talangsökningstävling för AAA för första gången, då hette tävlingen '¿Quién pinta para la Corona?'. Ashley tog sig vidare till finalerna, men blev inte en av vinnarna.
2014 brottades hon för förbundet 'Lucha Libre Femenil' i Monterrey. Året därpå brottades hon en kort tid i Grupo Internacional Revolucion (IWRG), det tredje största fribrottningsförbundet i Mexiko.

### Lucha Libre AAA Worldwide2017–
2017 deltog hon återigen i en talangsökning för Lucha Libre AAA Worldwide, fem år efter den senaste där hon inte vann. Den 13 maj tog hon sig vidare till finalerna ifrån den tredje deltävlingen i Mexico City. I finalerna ställdes hon mot 15 andra fribrottare, både män och kvinnor. Tillsammans med Angelikal och El Hijo del Vikingo blev hon en av tre vinnare och erbjöds omedelbart ett kontrakt med förbundet. Ett annat pris för segern var att få plats på Triplemania XXV, det största årliga lucha libre-evenemanget i Mexiko. Den 26 augusti 2017 besegrade hon tillsammans med Dragón Solar, Pardux och Solaris laget bestående av Hahastary, Chicano, Bronco González Jr. och Fetiche.
Ashley fortsatte brottas flitigt med Lucha Libre AAA fram tills sommaren 2018. Sedan dess har hon varit frånvarande från ringen på grund av graviditet och skador, men hon är fortfarande anställd av förbundet och utför annat arbete bakom kulisserna medan hon rehabiliterar sig.